# Kate Upton
Katherine Elizabeth Upton (sinh ngày 10 tháng 6 năm 1992) là một người mẫu Mỹ. Cô xuất hiện lần đầu trên tạp chí Sports Illustrated Swimsuit vào năm 2011 và là người mẫu trang bìa cho các số báo năm 2012, 2013 và 2017. Ngoài ra, cô xuất hiện trên trang bìa của tạp chí Vanity Fair kỷ niệm 100 năm. Upton cũng đã xuất hiện trong các bộ phim Tower Heist (2011), Vợ, người yêu, người tình (2014) và The Layover (2017).

## Đầu đời
Kate Upton sinh ra ở St. Joseph, Michigan. Cô là con gái của Shelley (nhũ danh Davis), cựu vô địch quần vợt bang Texas, và Jeff Upton, giám đốc thể thao trường trung học. Chú của cô là Hạ nghị viện Hoa Kỳ Fred Upton. Ông cố của Upton, Frederick Upton, là người đồng sáng lập công ty sản xuất và tiếp thị thiết bị Whirlpool Corporation.
Năm 1999, Upton cùng gia đình chuyển đến Melbourne, Florida. Ở đó, cô là sinh viên của Học viện Tân giáo Holy Trinity. Khi còn là một vận động viên cưỡi ngựa trẻ tuổi, cô đã tham gia Hiệp hội Ngựa Mỹ (APHA) và thi đấu ở cấp quốc gia. Với con ngựa Roanie của mình, cô đã giành được ba chức vô địch thế giới dành cho APHA. Sau đó, cô được vinh danh là Nhà vô địch toàn năng dành cho lứa tuổi 13 trở xuống và chức vô địch đó mang lại cho cô ấy tổng cộng bốn chức vô địch dự bị (vị trí thứ 2).

## Đời tư

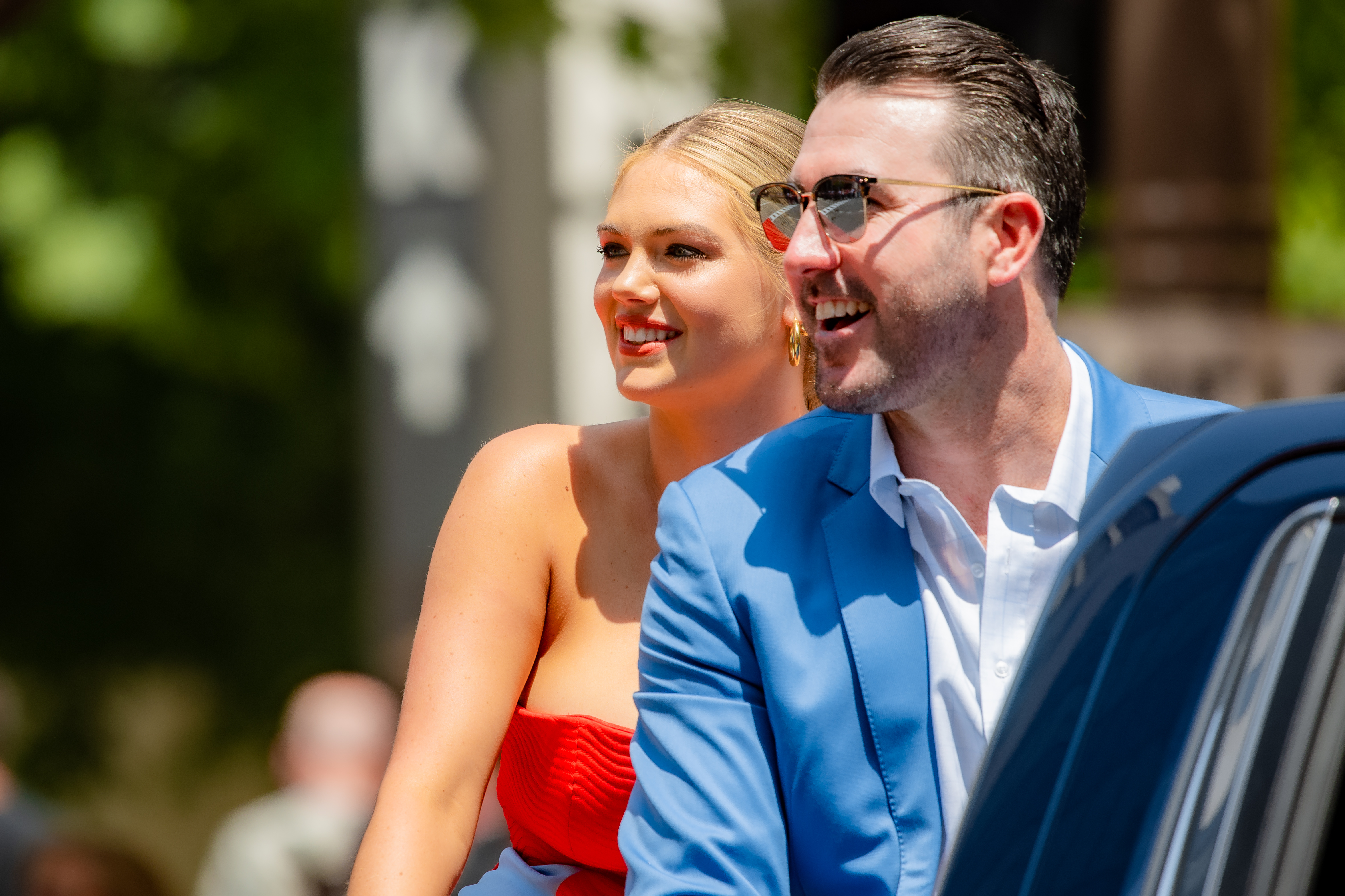
Kate Upton với chồng cô, Justin Verlander

Upton theo đạo Thiên Chúa giáo và đã nói rằng niềm tin vào Chúa rất quan trọng đối với cô ấy. Trong một lần chụp ảnh, có một người đã nói đùa về chiếc vòng cổ thánh giá mà cô ấy đeo và hỏi rằng: "Tại sao bạn lại đeo thánh giá?", sau đó lấy chiếc vòng cổ của cô ấy để thực hiện buổi chụp. Upton nói về vụ việc: "Tôi thực sự bị ảnh hưởng bởi điều đó. Toàn bộ sự việc khiến tôi nhận ra rằng tôi luôn muốn có một cây thánh giá bên mình." Kết quả là Upton đã xăm một cây thánh giá ở mặt trong ngón tay. Vào năm 2014, những bức ảnh khỏa thân của Upton và một số nữ minh tinh khác đã bị đăng lên trái phép lên Internet. Upton bắt đầu hẹn hò với vận động viên bóng chày của Detroit Tigers, Justin Verlander vào đầu năm 2014 và họ đính hôn vào năm 2016. Vào ngày 4 tháng 11 năm 2017, cặp đôi kết hôn ở Tuscany, Ý. Họ có một cô con gái, Genevieve, vào tháng 11 năm 2018. Trong vài năm, Upton sở hữu một chú chó tên là Harley. Nó mất vào tháng 9 năm 2021.

## Danh sách phim

### Phim
| Năm  | Tên phim                  | Vai diễn                 | Ghi chú                                    |
| ---- | ------------------------- | ------------------------ | ------------------------------------------ |
| 2011 | Tower Heist               | Mr. Hightower's Mistress | Cameo                                      |
| 2012 | The Three Stooges         | Sister Bernice           |                                            |
| 2014 | Vợ, người yêu, người tình | Amber                    |                                            |
| 2017 | The Layover               | Meg                      |                                            |
| 2017 | The Disaster Artist       | Chính mình               | Cảnh phim bị xoá                           |
| 2019 | Adult Interference        | Talia                    | Previously known as Wild Man, shot in 2017 |

### Phim truyền hình
| Năm  | Tên phim                                        | Vai diễn                             | Ghi chú                                                     |
| ---- | ----------------------------------------------- | ------------------------------------ | ----------------------------------------------------------- |
| 2011 | Tosh.0                                          | Chính mình                           | Tập: "Bug in Mouth Reporter"                                |
| 2012 | Sports Illustrated: The Making of Swimsuit 2012 | Chính mình                           | Chương trình TV đặc biết được phát sóng vào ngày 14 tháng 2 |
| 2012 | Saturday Night Live                             | Chính mình                           | Tập: "Maya Rudolph/Sleigh Bells"                            |
| 2012 | GTTV Presents MLB 2K12: The Perfect Club        | Chính mình                           | Tập được phát sóng vào ngày 24 tháng 5                      |
| 2016 | Barely Famous                                   | Chính mình                           | Tập: "Love & Upton"                                         |
| 2017 | Lip Sync Battle                                 | Chính mình                           | Episode: "Ricky Martin vs. Kate Upton"                      |
| 2017 | Project Runway                                  | Chính mình/ Giám khảo mời            | Tập: "A "Little" Avant Garde"                               |
| 2018 | RuPaul's Drag Race                              | Chính mình/ Giám khảo mời            | Tập: "DragCon Panel Extravaganza", "Snatch Game"            |
| 2018 | Robot Chicken                                   | Unsinkable Molly Brown / Blonde Girl | Tập: "Your Mouth Is Hanging off Your Face"                  |

### Video bài hát
| Năm  | Tên phim    | Vai diễn | Ca sĩ           |
| ---- | ----------- | -------- | --------------- |
| 2014 | "Bartender" | Woman    | Lady Antebellum |

## Danh sách giải thưởng
| Năm  | Giải thưởng            | Thể loại                                                          | Người nhận      | Kết quả   |
| ---- | ---------------------- | ----------------------------------------------------------------- | --------------- | --------- |
| 2012 | Teen Choice Awards     | Lựa chọn phụ nữ hấp dẫn                                           | Chính mình      | Đề cử     |
| 2013 | Style Awards           | Người mẫu của năm                                                 | Chính mình      | Đoạt giải |
| 2014 | People Magazine Awards | Người phụ nữ quyến rũ nhất                                        | Chính mình      | Đoạt giải |
| 2014 | Teen Choice Awards     | Choice Movie: Chemistry (chia sẻ với Cameron Diaz và Leslie Mann) | The Other Woman | Đề cử     |
| 2014 | Young Hollywood Awards | Nghệ sĩ crossover hay nhất                                        | Chính mình      | Đề cử     |
| 2014 | Young Hollywood Awards | Cơ thể xinh đẹp nhất                                              | Chính mình      | Đề cử     |
| 2015 | MTV Movie & TV Awards  | Màn trình diễn cởi trần xuất sắc nhất                             | The Other Woman | Đề cử     |